# Десант у Керченський порт
Десант у Керченський порт — тактичний морський десант, здійснювався 22—23 січня 1944 року кораблями Азовської військової флотилії (виконувач обов'язків командира контр-адмірал Георгій Холостяков). Метою десанту було сприяння діям підрозділів Приморської армії у діях на плацдармі в часі Керченсько-Ельтигенської операції.

## Планування та підготовка до операції
Керував наступальною операцією Окремої Приморської армії генерал Іван Петров, він ставить завдання десантникам висадитися в Керченському морському порту, здійснити з його території удар та залізничну станцію назустріч наступаючим військам, котрі мали завданням перейти у наступ в зустрічному напрямі. Наслідком цих спільних ударів мало стати зайняття вигідних вихідних позицій для планованої радянським керівництвом наступальної операції, а за сприятливих умов — цілковите зайняття Керчі.
До першої хвилі десанту виділялися частини морської піхоти Азовської флотилії та Чорноморського флоту — 369-й та 393-й окремі батальйони (командував замполіт Микола Старшинов) — разом 1407 бійців, до другої — стрілецький полк. Зі сторони фронту виділялася 339-та стрілецька дивізія (командував полковник Григорій Пустовіт). Здійснення десантування відбувалося силами Азовської воєнної флотилії, десант та фронтові частини мали злучитися біля гори Мітрідат, 393-й батальйон мав вийти до заводу ім. Войкова на з'єднання із частинами 339-ї стрілецької дивізії, що тримали там оборону.
Радянським військам на планованому відтинку наступу протистояли підрозділи 17-ї німецької армії, котрими керував генерал Ервін Єнеке — 5-й армійський корпус, що включав 73-тя та 98-ма піхотні дивізії і 191-ша бригада штурмових гармат (Stg.Brig.191), й румунські 3-тя гірськострілецька і 6-та кавалерійська дивізії.

## Хід операції
Перед 20-ю годиною 22 січня 1944 року перший десантний загін завершує посадку в бухті Небезпечна, що на Керченському півострові — на 16 тендерах та 4 артилерійських катерах, 3 торпедних катерах, 3 тральщиках і 1 катер «морський мисливець», загоном висадки командував капітан 3-го рангу Пилип Тетюркін. Берегова артилерія для відведення уваги супротивника від планованого місця висадки здійснювала інтенсивний обстріл узбережжя біля мису Ак-Бурун, удаючи, ніби десантування має відбутися там, на мисі було висаджено й відволікаючий загін на 3 торпедних катерах. Після 23-ї години починається висадження десанту в Керчі поблизу Широкого молу, близько 4-ї ранку 23 січня висаджується друга десантна хвиля — 412 бійців при 2 гарматах.
Скориставшись несподіванкою, десантники займають частину порту, пробиваються до міста, у бою за підтримки артилерії з Тузли та Єнікале відбивають кілька будівель, що вивищувалися над місцевістю, та територію консервного заводу; з огляду на те, що висадження відбулося в смузі оборони противника, радянським бійцям відразу довелося вступити до бою з переважаючими нацистськими силами. Спроба наступу з фронту 339-ї стрілецької дивізії з фронту успіху не мала. План дій десанту також виявився невдалим — кожний батальйон згідно з ним мав виконувати окреме десантне завдання на значній відстані — щодо понять про бій в межах міста — до 1 кілометра один від одного, це призвело до втрати взаємодії. Через втрату силами десанту контролю над узбережжям командир флотилії від висадження другої хвилі десанту.
Внаслідок таких обставин 393-й батальйон, що проводив наступ вздовж узбережжя, виходить з тилу до смуги оборони противника та з'єднується із наступаючими фронтовими частинами; положення на цьому відтинку було поліпшено, фронтова лінія перенесена на захід до 2-4 кілометрів. 369-й батальйон опинився в скрутному становищі, оскільки на його фронтовому відтинку атаки 339-го батальйону були відбиті противником, після напруженого бою нацисти витісняють десантників з околиць консервного заводу. Після значних втрат командування віддає батальйону наказ про відхід до узбережжя і прорвався на з'єднання з головними силами на тій же ділянці, де й 393-й батальйон.
24 січня десантна операція була припинена.

## Післямова
План операції був виконаний лише частково, запланованих рубежів досягти не вдалося, однак було досягнуте відносне поліпшення займаних позицій.
В ході боїв німецьким вогнем було знищено 2 тендери десанту; радянська авіація за 23 січня здійснила понад 100 бойових вильотів, та, згідно з доповідними, було збито 10 літаків Люфтваффе, втративши при цьому 5. Точні дані про втрати серед десантників невідомі, однак, по споминах учасників, вони були значними. Про втрати з боку противника також невідомо, однак батальйони при прориві вивели із собою 170 полонених.
Дві невдалі десантні операції підряд — десант на мис Тархан та в Керченський порт — призвели в Ставці ВГК до рішення про кадрові зміни. 27 січня командир Окремої Приморської армії Петров отримує від Сталіна жорстку директиву щодо неправильних дій при діях армії, 6 лютого до штабу армії цілком несподівано прибуває її новий командувач — генерал Андрій Єрьоменко, генерал армії Петров був понижений у званні до генерал-полковника. Через кілька місяців генерал Петров із резерву був відправлений на фронт з пониженим у званні; так як Азовська флотилія знаходилася в часі проведення десантних операцій у його оперативному підпорядкуванні, був знятий з посади і командувач Чорноморського флоту Лев Владимирський.
Молодший лейтенант Сморжевський Володимир Антонович, кавалер двох орденів Червоного Прапора, у цих боях 23 січня загинув, його іменем згодом було в Керчі пойменовано вулицю.
У десанті брала участь і майбутня Герой СРСР санінструктор 369-го батальйону Катерина Дьоміна.
Молодший лейтенант Микола Кирилов замінив командира роти і забезпечив виконання бойового завдання. Був поранений під час бою, бойове завдання виконав, його рота полонила 42 нацистів; за бій 23 січня вдостоєний звання Героя СРСР. Взвод Кирила Діброва у вуличному бою знищив 13 вогневих точок, 76-мм батарею, одну мінометну та дві протикатерні й — по радянських зведеннях — убили до 2-х рот солдатів; Дібров також вдостоєний звання Героя СРСР.